# Javier Soñer
Javier Soñer (Curuzú Cuatiá, Provincia de Corrientes, Argentina, 19 de marzo de 1995) es un futbolista argentino. Juega como delantero pero también puede desempeñarse como mediapunta o enganche y su primer equipo fue All Boys. Actualmente milita en Colegiales de la Primera B Metropolitana.

## Biografía
En el 2006 con tan solo 11 años llegó al club. Jugando en la novena división, marcó 9 tantos en 22 partidos disputados.
El interés que despertó en otros clubes hacia él hizo que Roberto Bugallo (presidente de la institución) le firmara un contrato que lo ligaba al club hasta su debut en el primer equipo. Su hermano menor Ezequiel Soñer perteneciente a la categoría 99' juega en las infantiles de All Boys. Su primo categoría 01', Francisco, es parte de las inferiores del Albo

## Trayectoria

### En All Boys
Realizó su primera pretemporada con el plantel de primera división en el 2011 siendo el jugador más joven (15 años). Debutó en la fecha 11 del torneo clausura del 2012 frente a Unión de Santa Fe, volvió a jugar en la fecha 13 frente a San Lorenzo de Almagro y en la fecha 19 contra Boca Juniors. Al finalizar el torneo viajó a Europa junto a Gustavo Bartelt para probarse durante una semana en el Sporting de Lisboa y otra en el Manchester City. Luego volvió a la entidad de Floresta para enfrentar el Torneo Inicial 2012. En dicho torneo no disputó ningún partido, solo integrando el banco de suplentes en dos ocasiones. A principios del año 2013 formó parte de los juveniles convocados al Torneo de Viareggio en Italia.

### En la selección
Fue convocado para presentarse el lunes 26 de marzo de 2012 a entrenar con la preselección argentina sub-18 que dirigía Walter Perazzo. También fue dirigido por Julio Olarticoechea, orientado por Miguel Lemme y Humberto Grondona.
El martes 27 de noviembre del 2012 fue nuevamente convocado por Julio Olarticoechea en Dolores donde enfrentó a un combinado de la liga local para ser observado y evaluado con posibilidades futuras de integrar el sub-20.

## Clubes
| Club                   | País      | Año       |
| ---------------------- | --------- | --------- |
| All Boys               | Argentina | 2011-2014 |
| Olimpo de Bahía Blanca | Argentina | 2014-2016 |
| Colegiales             | Argentina | 2016-?    |